# Kultura czerniachowska
     pierwotne siedziby Gotów (Götaland)
     Gotlandia
     kultura wielbarska
     kultura czerniachowska
     Imperium Romanum

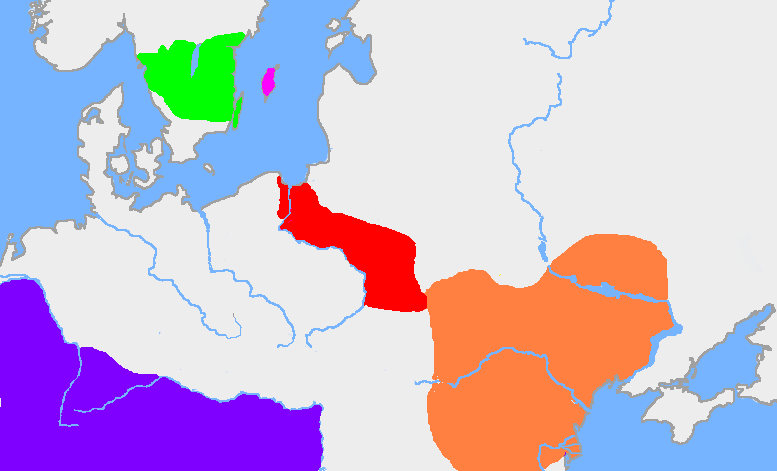
Zasięg kultury czerniachowskiej w III wieku
pierwotne siedziby Gotów (Götaland)
Gotlandia
kultura wielbarska
kultura czerniachowska
Imperium Romanum

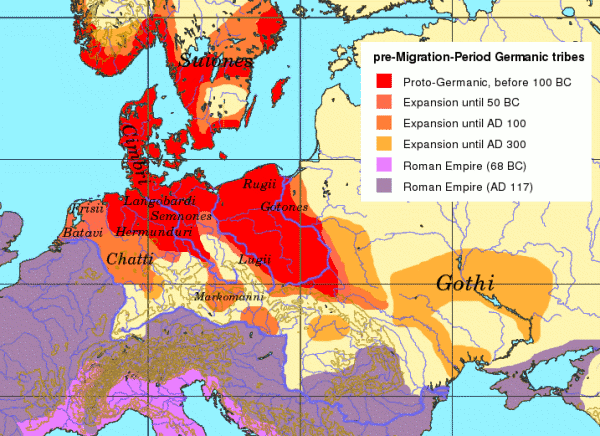
Tereny zasiedlone przez plemiona germańskie od II wieku p.n.e. do IV wieku n.e według niemieckiego atlasu z r. 1954.

Kultura czerniachowska – kultura archeologiczna epoki żelaza rozwijająca się między III w. n.e. a V w. n.e., na terenach obecnej środkowej i południowej Ukrainy, Mołdawii, Siedmiogrodu, Besarabii oraz północno-wschodniej Rumunii, gdzie zwana jest kulturą Sîntana de Mureș. Pierwotną lokalizację tej kultury stanowiły stepy nadczarnomorskie począwszy od II połowy III wieku n.e., następnie rozprzestrzeniła się nad dorzeczem dolnego Dniepru, na północnym wschodzie sięgnęła ujścia Desny oraz Dońca, zachodnią granicę występowania stanowiła Nizina Wołoska i Aluta.
Nazwa pochodzi od stanowiska archeologicznego w miejscowości Czerniachów (obwód kijowski), badanego w latach 1900–1901 przez archeologa Wikientija Chwojkę.
Na przełomie II i III w n.e. nastąpiło stopniowe przesunięcie się części ludności z terenu dzisiejszej wschodniej Polski, gdzie archeolodzy wyróżniają kulturę wielbarską, na teren zachodniej Ukrainy. Porównanie tego zjawiska z informacjami pochodzącymi ze źródeł pisanych pozwala sądzić, że jest to odzwierciedlenie wędrówki germańskiego plemienia Gotów znad Bałtyku nad Morze Czarne. Oprócz wyżej wymienionych czynników na wykształtowanie się tej jednostki kulturowej miał wpływ miejscowy substrat sarmacki, elementy z kręgu dackiego i strefy leśno-stepowej oraz nadczarnomorskie ośrodki cywilizacji antycznej. Przypuszcza się, iż obok elementu germańskiego i sarmackiego istotny był również w treści etnicznej tej kultury element słowiański (być może Antowie).
Kultura czerniachowska zanika stopniowo w pierwszej połowie V w. n.e., co najprawdopodobniej wiąże się z opuszczeniem terenów dzisiejszej Ukrainy przez Gotów, uciekających przed najazdami Hunów.
W wyniku ekspansji osadniczej na tereny zajęte poprzednio przez zróżnicowaną etnicznie (bałtosłowiańską, sarmacką i celtycką) ludność osiadłą kultury zarubinieckiej i koczowniczą (Sarmaci), zapoczątkowany został rozwój nowej kultury archeologicznej zwanej powszechnie czerniachowską. Na tym terenie pojawiają się następnie zespoły kulturowe uważane już za wczesnosłowiańskie, a mianowicie występująca na obszarze na zachód od środkowego Dniepru kultura praska, a na południowym wschodzie kultura pieńkowska.

## Cechy charakterystyczne

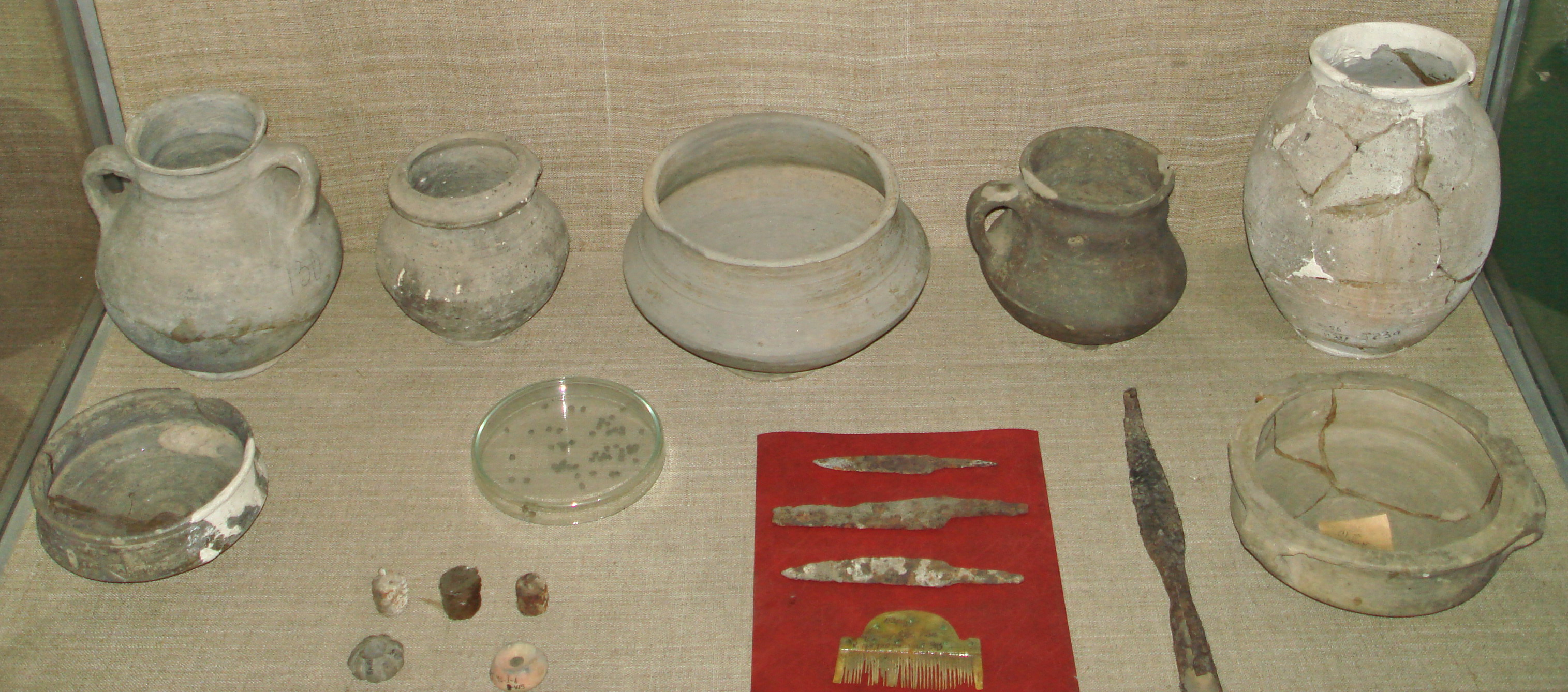
zabytki kultury czerniachowskiej odkryte na cmentarzyskach w Mołdawii

- birytualny obrządek pogrzebowy – groby jamowe ciałopalne oraz groby szkieletowe
- znane pochówki warstwowe
- pochówki niszowe – wpływy Sarmatów
- wyposażenie grobowe: brak broni, często występowały części stroju, duża liczba amuletów.
- naczynia formowane na kole miejscowej produkcji
- dobrze rozwinięte rolnictwo oraz metalurgia

## Powiązania ze światem śródziemnomorskim
Dowodem na ożywioną wymianę handlową z Państwem Bosporańskim oraz prowincjami Cesarstwa Rzymskiego jest obecność na stanowiskach czerniachowskich importowanych ozdób oraz naczyń ceramicznych. Na obszarach zajmowanych przez ludność kultury czerniachowskiej, znajdowane są również monety rzymskie oraz sprowadzane naczynia szklane. 
Wyraźną oznaką wpływów antycznych na lokalne społeczności są pozostałości budownictwa kamiennego, którego ślady zlokalizowano w południowej części strefy zajmowanej przez przedstawicieli tej kultury.

## Wytwórczość szklarska
Cechą szczególną kultury czernachowskiej była lokalna produkcja szkła.  Na terenie miejscowości Komarów (ukr. Комарів) nad Dniestrem archeolodzy odnaleźli w roku 1950 ślady osady zamieszkiwanej przez ludność czerniachowską. Na stanowisku, oprócz śladów budownictwa pradziejowego obejmujących pozostałości budynków oraz pieców do wypału ceramiki oraz wytopu szkła, odnaleziono fragmenty glinianych form odlewniczych do wytwarzania wyrobów szklanych oraz liczne pozostałości wyrobów szklanych oraz półproduktów.